# 森山 (秋田県)
森山（もりやま）は、秋田県五城目町にある山である。五城目町のシンボルとして親しまれている。杜山、盛飯山、盛医山とも書く。
「森」はこの地方では孤立峰を呼ぶ場合や、社(神社の森)を意味している場合がある。

## 概要

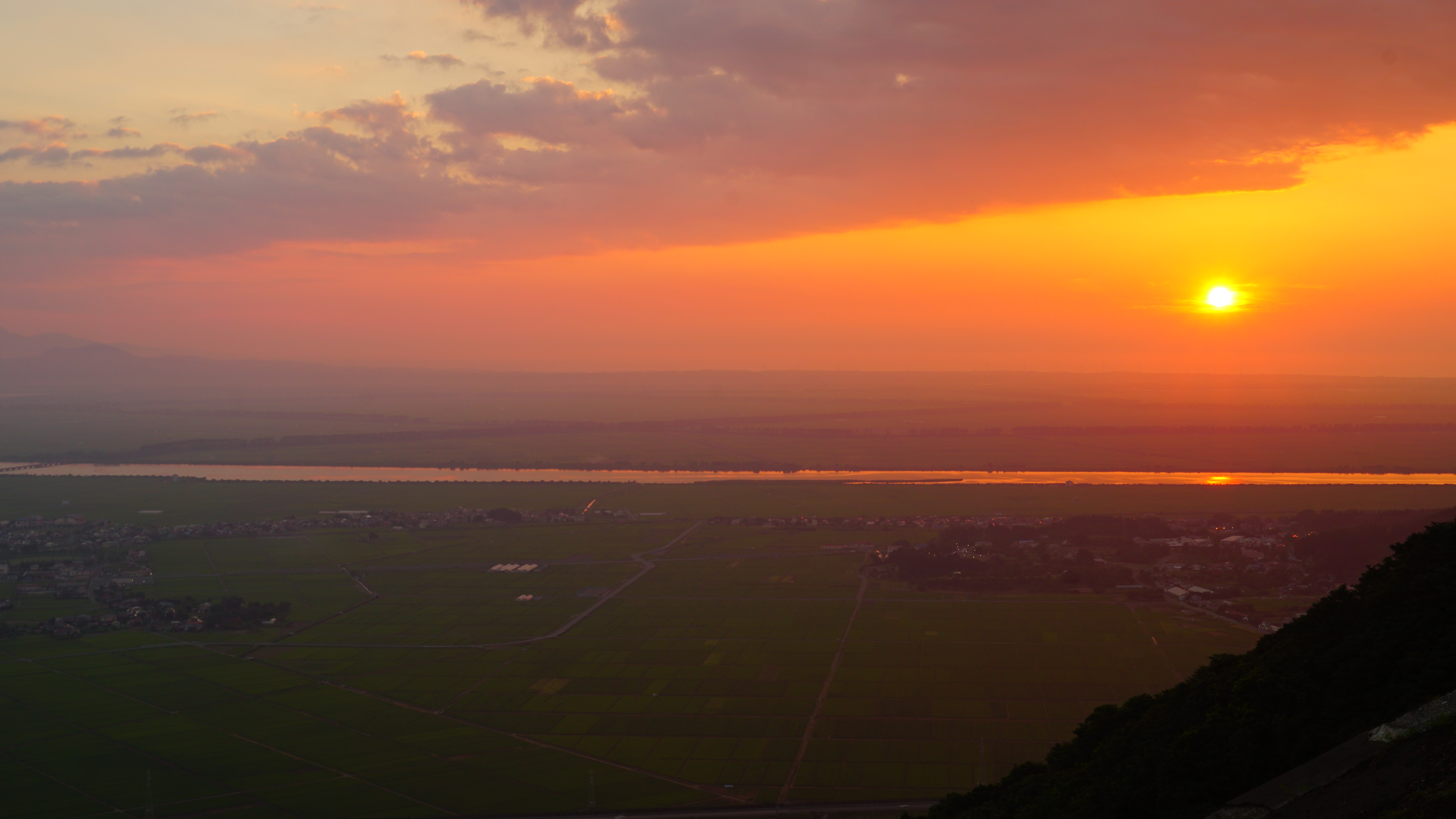
森山、第2高地から八郎潟町・大潟村方面の眺め

八郎潟干拓地の東隣に位置し、スズムシの群生北限地として知られている。国道7号や国道285号からは、田圃に突き立つ独立峰として望むことができる。
森山は2つの峰からなり、現在は電波塔や鐘楼、希望の塔などがある。森山には北側から第二高地の展望所まで車道が延びている。展望所からは、男鹿半島や秋田平野を望むことができる。
塔の裏手からは、コンクリートで固めた急なやせ尾根が続く。一旦鎖や柵をたよりに降りて、さらに登り切ると一等三角点や小祠のある山頂にたどりつく。
山頂の東南約600mの標高100mの地点には、スズムシ群生の北限の標識がある。
地質は普通輝石含有黒雲母、角輝石石英安山岩などからなる。森山の岩石は古くから石材として利用されてきた。山麓は五城目町営自然公園として整備され、付近一帯はスズムシ群生北限として県の天然記念物に指定されている。

## 森山公園
森山西斜面の採石事業は森山を守ろうとする町民の運動により中止となり、1972年（昭和47年）から五城目町は公園事業を開始した。第二高地までの自動車道、林間歩道、広場、駐車場などを整備し、杉や松、ツツジなど700本を植樹した。1977年（昭和52年）の新観光秋田30景の第6位にランクインしている。
写真の左にある、はげ地が採石事業の跡である。

## 五城目城

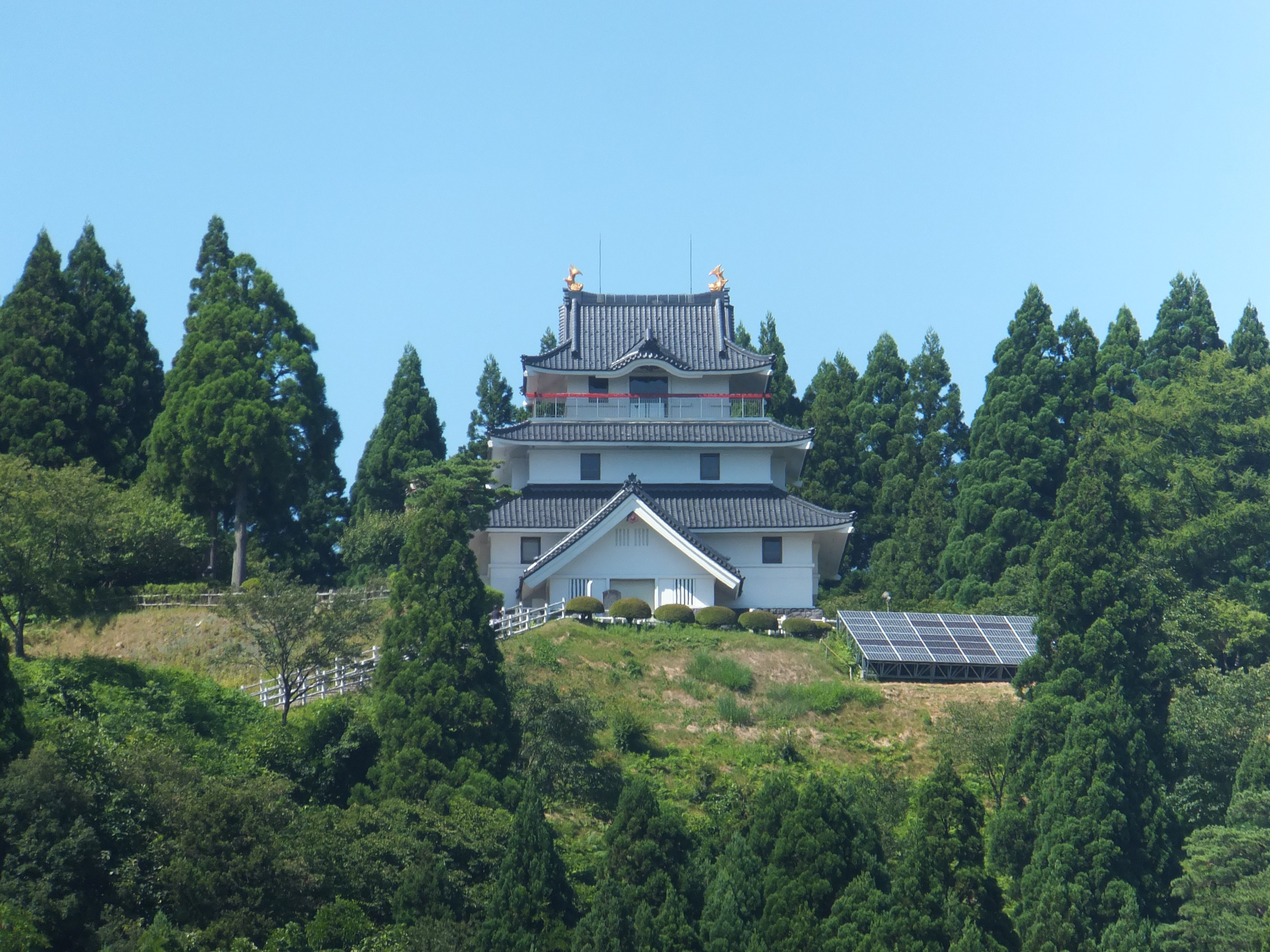
天守閣を模した五城目町森林資料館

安土桃山時代から江戸時代の初めにかけての山城で、天正年間の安東氏の内紛（湊合戦）の後、五城目（五十目）地域を支配した藤原内記秀盛の居城とされる。砂沢城とも言う。
本来は山城で天守閣は無いのだが、森山東斜面中腹にの森山森林公園内に模擬天守が建てられ、内部は森林資料館になっている。森林伐採に使われていた道具や写真が展示されているほか、林業とのつながりが深い鍛冶や桶樽の仕事風景などが見ることができる。
城を囲むように巡らされた散策路には観音像が点在し、御詠歌の順に一番から三十三番までの石碑が建っている。

## 平安中期の北の国境
平安中期の歌人であり学者である源順が承久年間(931年-938年)に編纂した『和名類聚抄』という辞書がある。この辞書は、当時のあらゆる事や物の名前と読み、意味がおさめられていて、見方によっては百科事典とも言える。この本には10世紀半ばの国名・郡名・郷名の全てがおさめられていて、出羽の国の最も北が率浦郷(ひきうらごう)であった。率浦は「率土の果て」という意味で、ここが律令国家の北の果てであった。
五城目町の森山、高岳山、三倉鼻が国の境で、これより北には国・郡・郷は無かった。この地より先は蝦夷と呼ばれた人たちの土地となっていた。